# Valentinbach
Der Valentinbach  ist ein rechter Nebenfluss der Gail in den Karnischen Alpen in Kärnten, Österreich.

## Verlauf
Der Valentinbach entspringt in der Nähe des Valentintörl (2138 m) an der Südseite des Rauchkofels. Zunächst Richtung Osten fließend, nimmt er rechts bei km 7,6 seinen größten Nebenbach, den Angerbach, auf. Von hier fließt er entlang der Plöckenpass Straße (B 110) nach Norden, bis er bei Kötschach-Mauthen in die Gail mündet.
Mit Ausnahme der Quelle, welche zur Gemeinde Lesachtal gehört, liegt fast das gesamte Einzugsgebiet des Valentinbachs in der Marktgemeinde Kötschach-Mauthen, nur etwa 0,4 Quadratkilometer liegen auf italienischem Staatsgebiet.
Im oberen Gebiet des Valentinbachs befindet sich rechtsufrig der einzig bestehende Gletscher der Karnischen Alpen.

## Wandern
Der Karnische Höhenweg führt durch das Quellgebiet des Valentinbachs. Die 5. Etappe des Karnischen Höhenweges führt von der Wolayerseehütte zur Zollnerseehütte, den ersten Abschnitt entlang des Valentinbachs.

## Nebenbäche
Das Einzugsgebiet des Valentinbachs hat eine Fläche von ca. 40 Quadratkilometern. Die größten Nebenbäche sind:
| Name          | Mündungsseite | Mündungsort                | Einzugsgebiet in km² |
| ------------- | ------------- | -------------------------- | -------------------- |
| Angerbach     | rechts        | nördlich der Kreuztratte   | 14.8                 |
| Tränklbach    | rechts        | Hinterraut                 | 1.9                  |
| Tillacherbach | links         | unterhalb der Tillacheralm | 1.3                  |